# فاطمه دهقان
فاطمه دهقان، ملی‌پوش سابق ووشو اهل ایران است.
او در مسابقات قهرمانی ووشو جهان ۲۰۰۶ در مالزی، به مدال برنز دست یافت.

## عناوین بین‌المللی
- مدال برنز رقابت‌های آسیایی سنگاپور(۲۰۰۵)
- مدال برنز جهانی مالزی (۲۰۰۶)
- مدال طلای مسابقات جهانی لهستان(۲۰۰۶)
- کاپ بهترین فایتر در مسابقات جهانی لهستان(۲۰۰۶)
- مدال برنز مسابقات آسیایی کره (۲۰۰۷)
- مدال برنز رقابت‌های جهانی اندونزی (۲۰۰۸)
- مدال نقره بازی‌های آسیایی داخل سالن ویتنام (۲۰۰۹)